# Ophtalmibidion luscum
Ophtalmibidion luscum là một loài bọ cánh cứng trong họ Cerambycidae.